# Cmentarz Komunalny w Bielsku-Białej (Kamienica)
Cmentarz Komunalny w Kamienicy – nekropolia zlokalizowana na terenie bielskiej dzielnicy Kamienica, przy ulicy Karpackiej 162. Otwarty w 1978 roku, zajmuje powierzchnię 20 hektarów. Cmentarz Komunalny w Kamienicy jest największym cmentarzem w mieście, liczy blisko 20 tysięcy grobów. Jego zarządcą jest spółka Zieleń Miejska.

## Cmentarz w Kamienicy jako miejsce pamięci
Na cmentarzu znajdują się dwa monumenty upamiętniające:
– ofiary II wojny światowej
– zesłanych na Syberię